# Skoda 75 mm Modèle 15
Pour les articles homonymes, voir Canon de 75 mm.
Le canon Skoda 75 mm Modèle 15 est un canon de montagne utilisé par l'armée austro-hongroise pendant la Première Guerre mondiale.
L'Empire allemand en a utilisé une version dérivée, le 7,5 cm GebK 15. Le royaume d'Italie l'a fabriqué sous le nom d'Obice da 75/13 : certains d'entre eux, capturés par la Wehrmacht en 1943 à la suite de l'armistice de Cassibile, ont été réutilisés par celle-ci sous le nom de « 7.5 cm GebK 259(i) ».

## Histoire
Le développement de ce canon dura de longues années (de 1911 à 1914) car l’Autriche-Hongrie ne pouvait pas se décider sur le calibre à utiliser. Initialement, il était prévu de construire un canon qui pouvait être transporté en au plus cinq charges à dos de mule afin de remplacer les divers canons de montagne de calibre 7 cm en service mais des essais prolongés prouvèrent que le canon de 7,5 cm M. 12 était une meilleure arme. Cependant, le commandant en chef de la Bosnie-Herzégovine pensait que le canon de 7,5 cm était trop lourd et exigea un retour au calibre de 7 cm afin de rendre la charge moins lourde. Skoda construisit donc assez de canons pour une batterie de test au calibre 7 cm et les testa au cours du printemps 1914 où ils furent jugés inférieurs aux canons de 7,5 cm. Les Autrichiens commandèrent donc les canons de 7,5 cm au détriment du calibre de 7 cm. La création de la batterie de test chambrée au 7 cm eut pour conséquence de fortement retarder la livraison des canons de 7,5 cm qui furent livrés en avril 1915 alors que la date prévue initialement était le mois d'avril 1914.
Pour le transport, le canon peut être démonté en six parties, généralement transportées en quatre charges. En outre, un bouclier était monté sur la plupart des canons. Une version améliorée de ce canon fut créée et appelée Skoda 75 mm modèle 1928.
L'Allemagne avait acheté plusieurs de ces canons au cours de la Première Guerre mondiale mais elle les utilisa comme des canons d'infanterie afin de supporter directement les fantassins car le faible poids de ce canon lui permettait de se déplacer avec l'infanterie. Les Allemands se plaignirent que les canons étaient trop fragiles et que la vitesse de l'obus n'était pas suffisante pour l'utiliser en tant que canon antichar. Considérant que ce canon a été conçu afin d'être démonté lors des déplacements, il n'est pas surprenant que des problèmes surviennent sur le front occidental, creusé de toutes parts par les obus et les tranchées.

## Utilisateurs
- Bulgarie : La Bulgarie a reçu 144 exemplaires durant la Première Guerre mondiale. 83 pièces furent perdues (dont 54 capturées par l’Entente) réduisant le parc à la fin du conflit à 61 canons. Le nombre des pièces récupérées après guerre fit remonter le parc à 120 pièces en septembre 1939 avant une décroissance liée à l’usure.